# 오로모 해방전선

오로모 해방전선의 깃발.

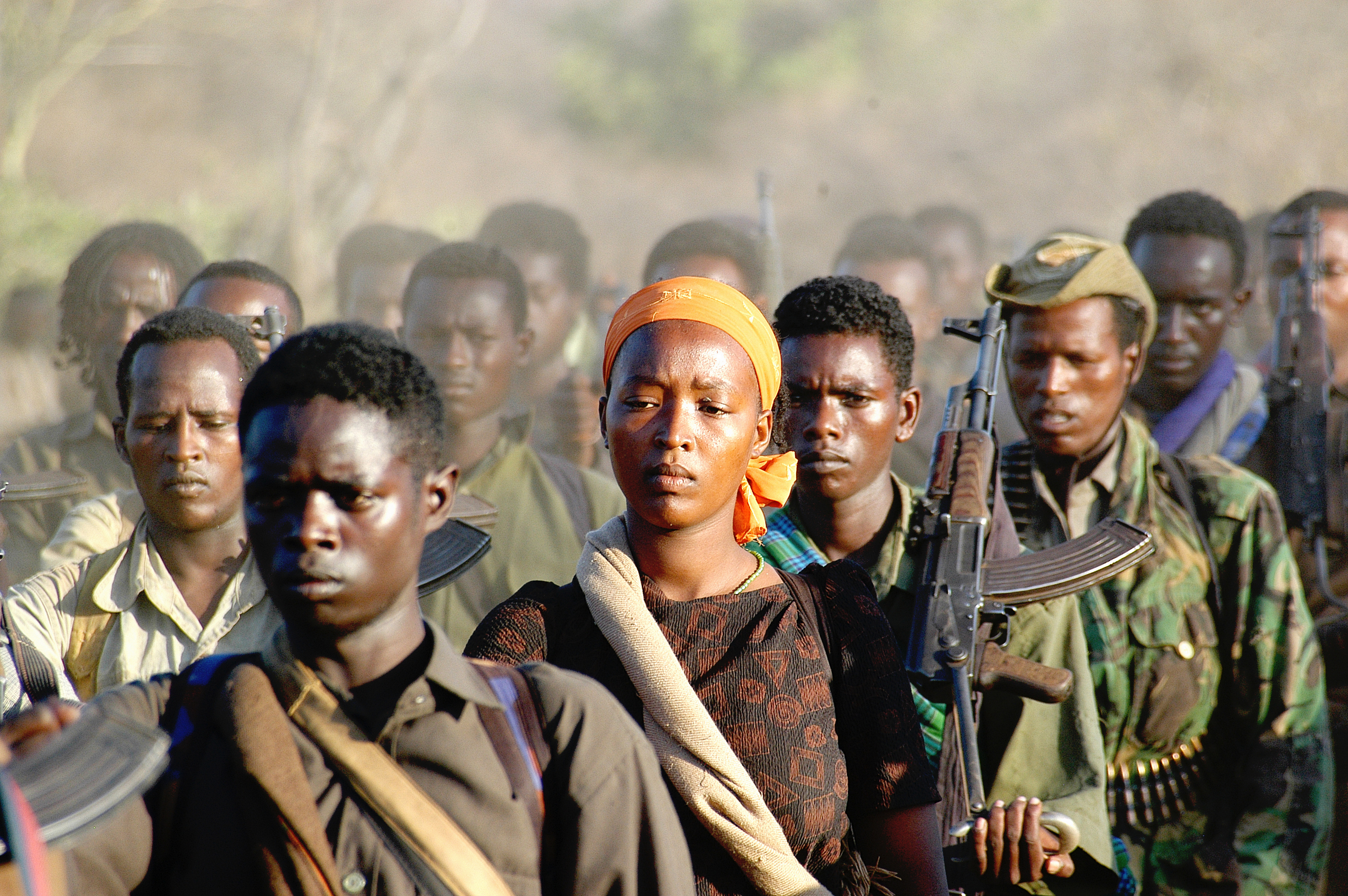
2006년 2월 3일 케냐로 후퇴하는 OLF군

오로모 해방전선(오로모어: Adda Bilisummaa Oromoo, 암하라어: : ኦሮሞ ፡ ነጽነት፡ ግንባር, 영어: Oromo Liberation Front, OLF)은 에티오피아를 이루는 민족 가운데 하나인 오로모족이 1973년에 세운 무장정치단체이다. 이들은 현 에티오피아의 상황을 다수 민족인 "암하라족"에 의한 식민통치로 규정짓고 이를 쳐부술 것을 주장한다. 반면, 에티오피아 정부는 오로모 해방전선을 테러단체로 지정해 놓고 있다.